# تپه مرسل صلاحی
تپه مرسل صلاحی مربوط به دوران پیش از تاریخ ایران باستان تا دوران‌های تاریخی پس از اسلام است و در خانببین، کنار اردوگاه شهید چمران، روستای تاتار سفلی واقع شده و این اثر در تاریخ ۳۰ تیر ۱۳۸۴ با شمارهٔ ثبت ۱۲۲۵۳ به‌عنوان یکی از آثار ملی ایران به ثبت رسیده است.